# Mastretta
Mastretta é um estúdio de design mexicano e fabricante de automovéis. Foi fundada pelo designer industrial Daniel Mastretta na Cidade do México em 1987. Durante a década de 1990, Mastretta desenvolveu um pequeno número de carros kit sob as marcas Tecnoidea e Unediseño, mas o MXT 2010 é o primeiro veículo desenvolvido para alcançar a disponibilidade comercial internacional. A Mastretta é muitas vezes erroneamente considerada a primeira montadora mexicana de produção em massa, mas outras empresas automotivas mexicanas como Dina, Ramirez Industrial Group, VAM e DM Nacional desenvolveram seus próprios veículos desde a década de 50 até uma pequena escala nacional.

## Veículos
- Mastretta MXA
- Mastretta MXB
- Mastretta MXT